# Pour être libre (chanson)
Pour les articles homonymes, voir Pour être libre (homonymie).
Singles de 2Be3
La salsa Don't Say Goodbye
Pour être libre est une chanson française des 2Be3, extraite de l'album Partir un jour. Elle fut respectivement classée no 15 et no 17 aux hit-parades français et belge en 1997. Elle a donné son nom à une sitcom de 1997 diffusée sur TF1, qui retrace les débuts des 2Be3.

## Certifications
| Pays   | Organisme | Certification |
| ------ | --------- | ------------- |
| France | SNEP      | Or            |